# الضفير (القفر)

تعديل مصدري - تعديل

الضفير محلة تابعة لقرية بني معزب، التابعة لعزلة بني سيف السافل بمديرية القفر إحدى مديريات محافظة إب في الجمهورية اليمنية، بلغ تعداد سكانها 94 حسب تعداد اليمن لعام 2004.